# Szata godowa

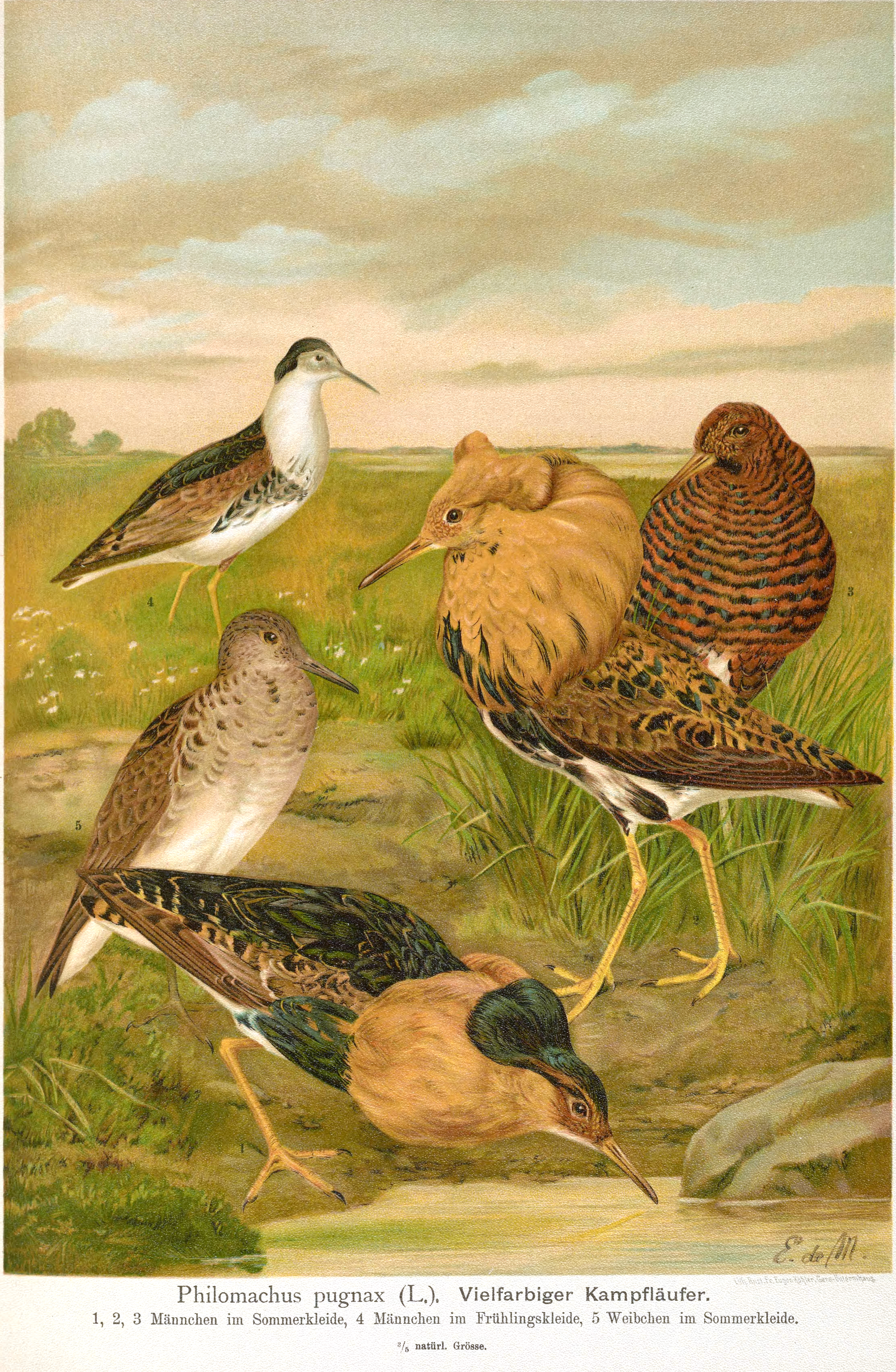
Tokujące bataliony

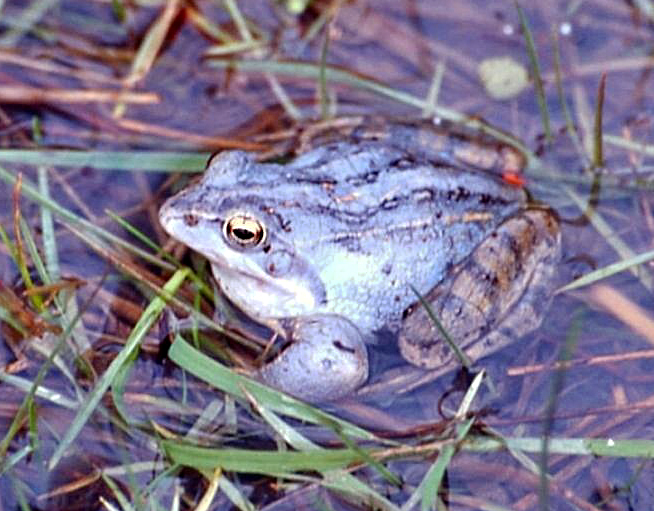
Samiec żaby moczarowej w szacie godowej

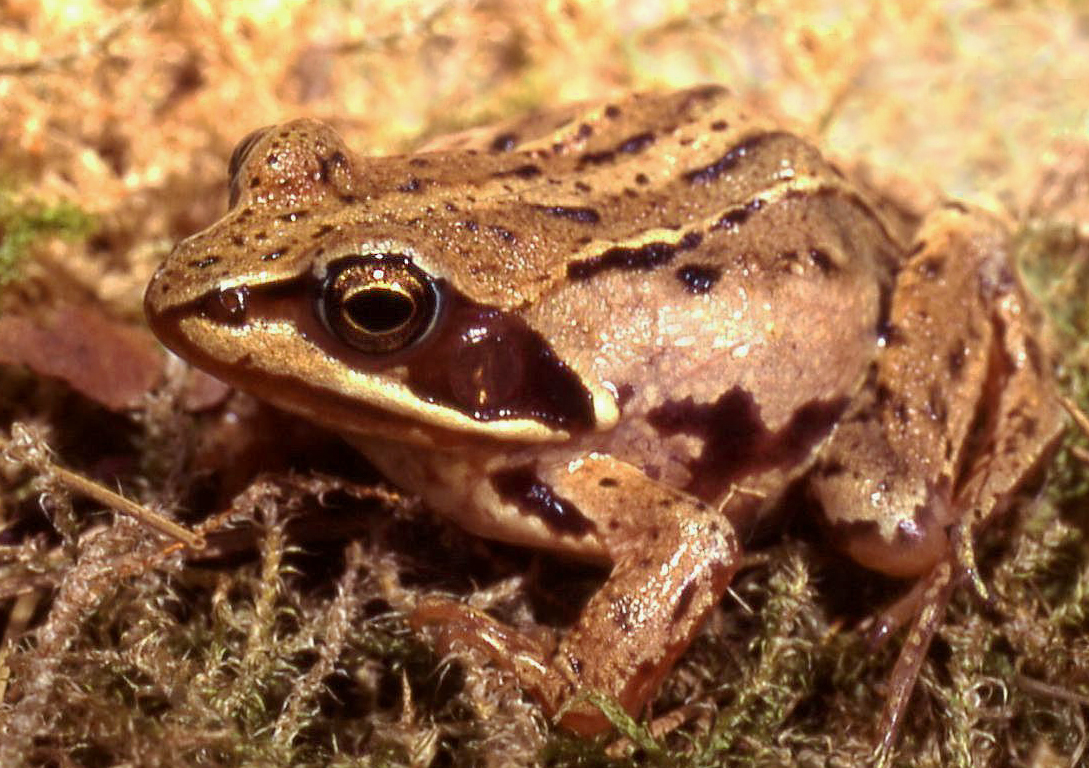
Samica żaby moczarowej

Szata godowa – zespół zewnętrznych cech wyglądu i ubarwienia, jakie pojawiają się u niektórych gatunków zwierząt w okresie godowym.
U niektórych zwierząt szata godowa występuje u obu płci, u większości jednak gatunków występuje tylko u samców, u samic nie występuje wcale lub jest słabo zaznaczona. Szata godowa występuje tylko u zwierząt dojrzałych płciowo. Jest ona zewnętrznym wyrazem zdolności danego osobnika do rozrodu, a jej nasilenie (np. jaskrawość barw, wielkość grzebienia itp.), jest miarą jego nastroju godowego. Zadaniem szaty godowej jest zwabienie płci przeciwnej, odgrywa ona ważną rolę w zalotach, często jest decydującym kryterium przy wyborze partnera. Osobniki silne, dominujące mają zwykle lepiej wykształconą szatę godową.
Szata godowa od dymorfizmu płciowego różni się tym, że występuje tylko w okresie godowym i jest jego dodatkowym uzupełnieniem. Wyraźnie zaznaczoną szatę godową mają np. takie zwierzęta, jak: traszka górska, żaba moczarowa, pstrąg źródlany, łosoś. U samca łososia w okresie tarła żuchwa przybiera kształt zakrzywionego do góry haka, a ubarwienie jego ciała staje się zupełnie inne (czerwone).
Dobrze rozwinięta szata godowa zwiększa szanse zwierzęcia (przeważnie są to samce) na jego sukces rozrodczy. Jej wytworzenie wymaga jednak dodatkowych nakładów energetycznych organizmu. Ponadto osobnik z szatą godową ma mniejsze szanse przetrwania, jest bardziej narażony na atak drapieżników. Samiec o barwnej, rzucającej się w oczy szacie godowej, jest na tle środowiska wyraźniej widoczny, niż samice, czy młodociane osobniki o ubarwieniu ochronnym.